# Krasińskipaleis

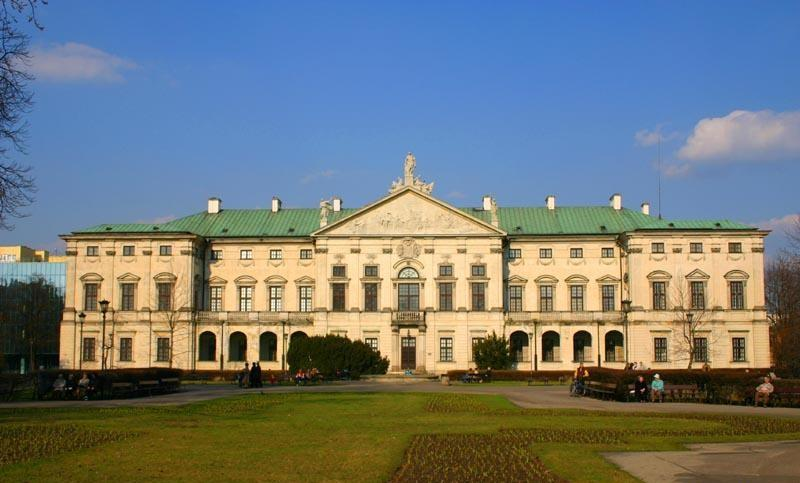
Krasińskipaleis

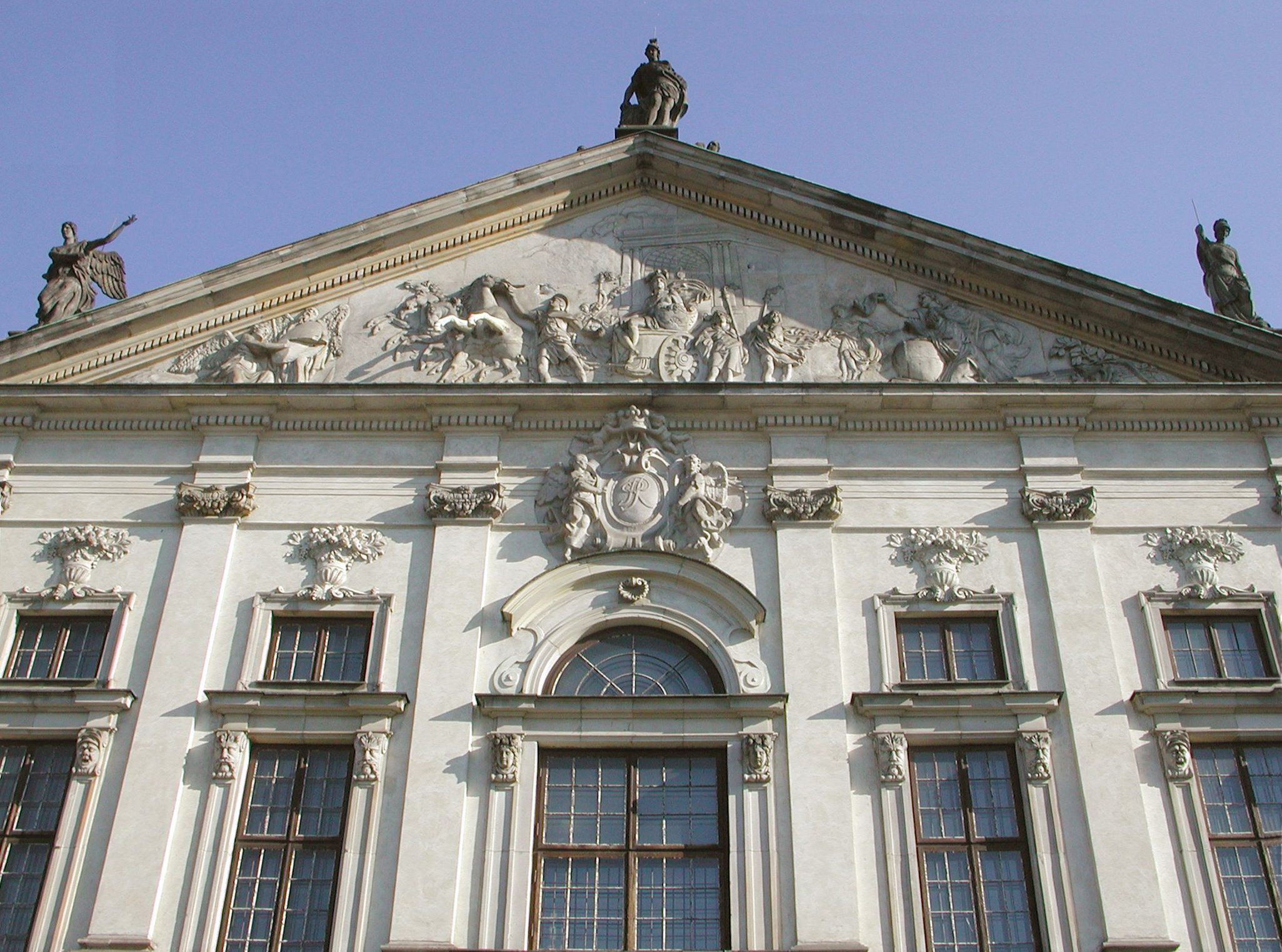
Beeldhouwwerk van Andreas Schlüter

Krasińskipaleis (Pools: Pałac Krasińskich) is een barok paleis in de Poolse hoofdstad Warschau. Het is gelegen aan het Plac Krasińskich ten westen van de Oude Stad.

## Geschiedenis
Het paleis werd tussen 1677 en 1695 gebouwd voor de Woiwode van Płock, Jan Dobrogost Krasiński, naar ontwerp van de Nederlandse architect Tielman van Gameren. Het werd versierd met reliëfs van Andreas Schlüter die de overwinningen tonen van de Romeinse commandant Manius Valerius Maximus Corvinus Messalla, de zogenaamde "voorouder" van de Poolse clans van de Slepowron en Korwin. Schlüter had ook de barokke decoratie binnen het paleis ontworpen. Op de façade is het wapen van de Krasiński’s, een raaf, aangebracht. Volgens een legende werd een van de voorouders van de Krasiński’s tijdens een duel met de Galliërs geholpen door een raaf. De fresco's werden gemaakt door de schilder Michelangelo Palloni van koning Jan III Sobieski. Het paleis werd ook gedecoreerd door een galerij met meesterwerken van schilders als Albrecht Dürer, Antonio da Correggio, Rembrandt van Rijn en Peter Paul Rubens.
In 1765 werd het paleis overgenomen door de Rzeczpospolita als zetel van de Commissie van Financiën. Na een brand in 1783 werd het grotendeels herbouwd volgens de plannen van Domenico Merlini. Op het plein staan twee empire-fonteinen uit 1824 ontworpen door Piotr Aigner. Tijdens de Tweede Wereldoorlog stond op de straat bij het paleis de muur van de joodse getto van Warschau. Het paleis werd in 1944 door de Duitsers afgebrand en gesloopt. Na de oorlog werd het herbouwd en tegenwoordig is het een onderdeel van de Speciale Collectiesectie van de Nationale Bibliotheek van Polen (manuscripten en oude prenten) van de Załuski-bibliotheek.